# Нижние Хомяки
Нижние Хомяки — деревня в Верещагинском районе Пермского края. Входит в состав Верещагинского городского поселения.

## Географическое положение
Деревня расположена примерно в 4,5 км к югу от административного центра поселения, города Верещагино. Ближайшая железнодорожная станция — о.п. Субботники.

## Население
| 2010 |
| ---- |
| 5    |